# Skärsätra

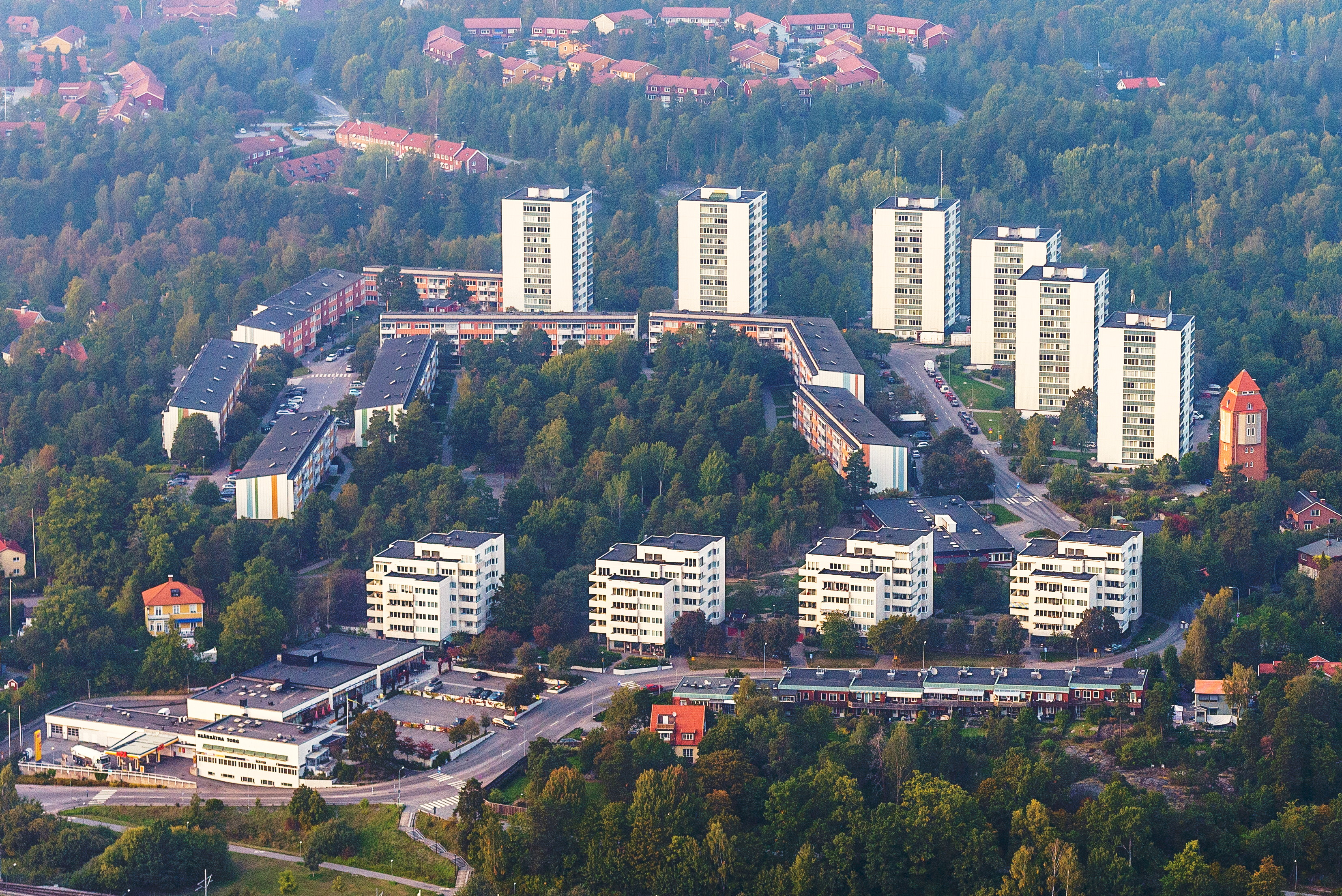
Pyrolaområdet i Skärsätra, september 2014. I nedre vänstra hörn ligger Skärsätra Torg och längst till höger syns Skärsätra vattentorn.

Skärsätra är en stadsdel på södra Lidingö, Lidingö kommun, Stockholms län. Dominerande är flerbostadshusen från 1960-talet som ligger längs med Pyrolavägen, varför området även kallas Pyrolaområdet. Öster och väster därom sträcker sig äldre villabebyggelse som började uppföras 1909. Folkmängd per den 31 december 2017 var 4 811 personer.

## Historik

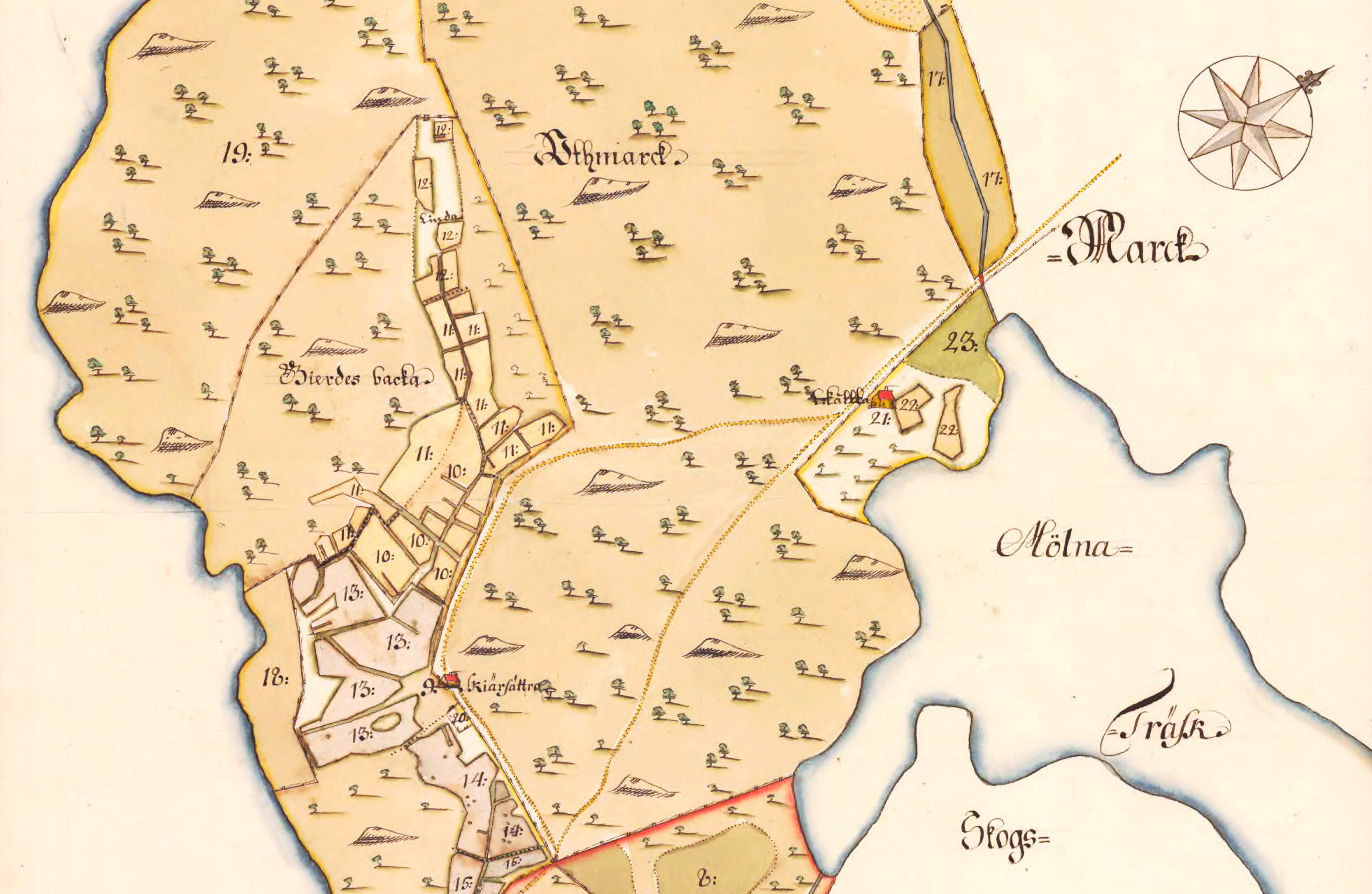
Skärsätra och Lilla Kottla 1720.

Skärsätra har sitt namn efter Skärsätra gård som omnämns redan 1366 då det talas om Skärfwesätra på Lidingöön. Vid den tiden ägdes gården av Bo Johnsson (Grip) som under 1300-talets andra hälft förvärvat större delen av Lidingölandet. I Stockholms tänkeböcker från 1550 omnämns en Anders Larszonn i Skelffuesætter. I slutet av 1700-talet ägdes gården av grosshandlaren Johan Schön som lät uppföra ny gårdsbebyggelse varav mangårdsbyggnaden och en flygel finns kvar idag, dock i ombyggt skick (Södra Kungsgatan 162). Gårdens allé som sträckte sig ner mot Lilla Värtan motsvaras av nuvarande Näckrosstigen.
År 1907 köptes den 300 tunnland stora egendomen av ett konsortium som planerade bygga Skärsätra Villastad. Redan då fanns ett 70-tal villor i området. Till skillnad från andra villasamhällen på Lidingö ritades Skärsätra som ett kombinerat villa- och industrisamhälle, villor kom dock att dominera. Bland aktörerna fanns Nya Aktiebolaget Skärsätra och Skärsätra Egnahemsförening upa. Med en intensiv marknadsföring hade man 1910 lyckats sälja omkring 300 tomter i området som köptes huvudsakligen av händiga hantverkare vilka blev sina egna byggherrar och byggmästare. Resultatet blev ett stort antal mindre trävillor, några av sommarstugekaraktär. För att förbättra standarden tillhandahöll Villabolaget byggnadsritningar, utförda av bolagets egna arkitekter, "efter låg taxa". Det fanns även typritningar för olika husvarianter allt från stuga om ett rum och kök med utbyggbar vind till stor villa med åtta rum och kök.

## Bebyggelsen

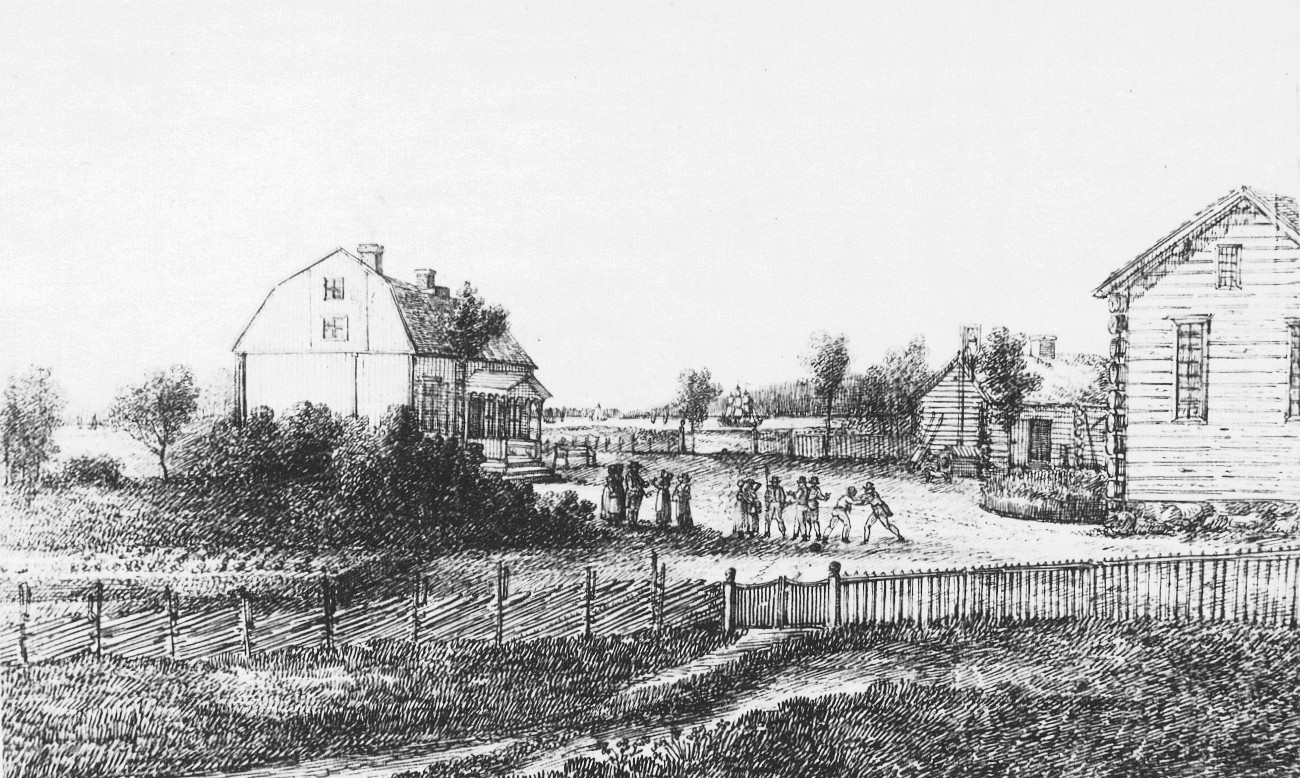
Skärsätra gård 1816.

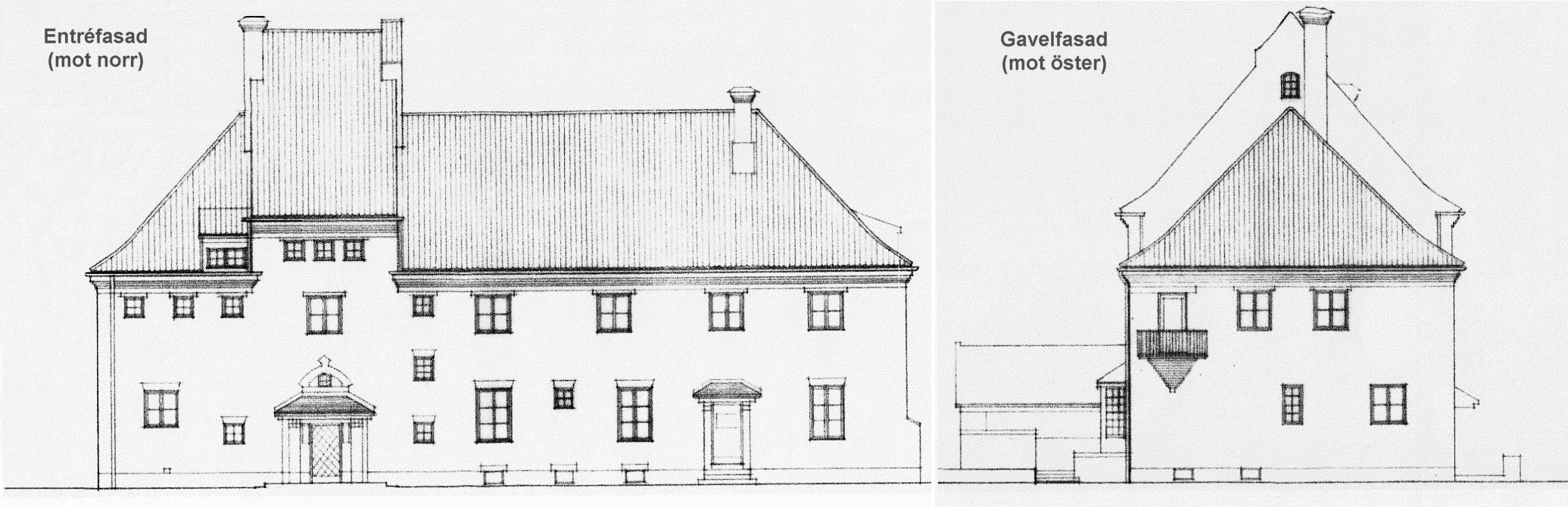
Villa Ekbacken, fasadritning, 1912.

En del tomter köptes även på spekulation, bland annat Skärsätratomten n:o 9 och 10 som förvärvades 1907 av företagaren och uppfinnaren Gustaf Dalén av en advokat Nils Otto Lindström. Han ägde ett antal tomter i området som var en avstyckning från Skärsätra gård 1875. Till dem hörde även de som AGA sedermera köpte för att bygga sin fabrik på. De två tomterna som Dalén köpte kom 1912–1913 att bebyggas med Daléns Villa Ekbacken efter ritningar av arkitekt Erik Hahr. Huset är idag den mest monumentala villan i området och kulturhistoriskt "synnerligen värdefull".
Skärsätras centrala delar med flerbostadshus uppfördes under åren 1962–1966 på uppdrag av HSB. Innan dess fanns här en skogbeväxkt kulle med en enda byggnad; Skärsätra vattentorn från 1912. Både stadsplan (fastställd 1958) och husen ritades av arkitektkontoret Curman & Gunnartz (Jöran Curman och Nils Gunnartz). Området består av sex höghus i tolv våningar, åtta trevåningslängor och fyra punkthus i sex våningar. Till bebyggelsen hör även en centrumanläggning med bensinstation kallad Skärsätra Torg. 
De fyra punkthusen ovanför Skärsätra torg avviker gestaltningsmässig från höghusbebyggelsen. De fick en kubisk form med traditioner från modern italiensk stadsbebyggelse och ritades av den från Italien härstammande arkitekten Astorre Sennis, som då var anställd vid Curman & Gunnartz kontor. Områdets samtliga 604 lägenheter är upplåtna med bostadsrätt och ägs av HSB Bostadsrättsförening Skärsätra i Lidingö som bildades 1959. Föreningen äger också ett trettiotal kommersiella lokaler i Skärsätra Torg.
Till Pyrolaområdet räknas även radhuslängan Pyrolavägen 4 A-N i kvarteret Kovallen som uppfördes 1965-1968 efter ritningar av Hans-Ancker Holst Arkitektkontor AB som även stod som byggherre. Husen uppfördes av Granit & Beton AB och är privatägda.
Invid Pyrolaområdets östra sida märks Skärsätra gamla vattentorn, numera ombyggt till lägenheter. I närheten ligger Kottlasjön och Stockby-Långängens friluftsområde som utgör en del av Lidingös största skyddade grönområde, Långängen-Elfviks naturreservat. Till Skärsätra hör området Kottla. Här finns den så kallade Apelsinvillan från 1890 som sedan 1982 är skyddat som byggnadsminne.

### Bilder, byggnader i urval

Enstaka byggnader
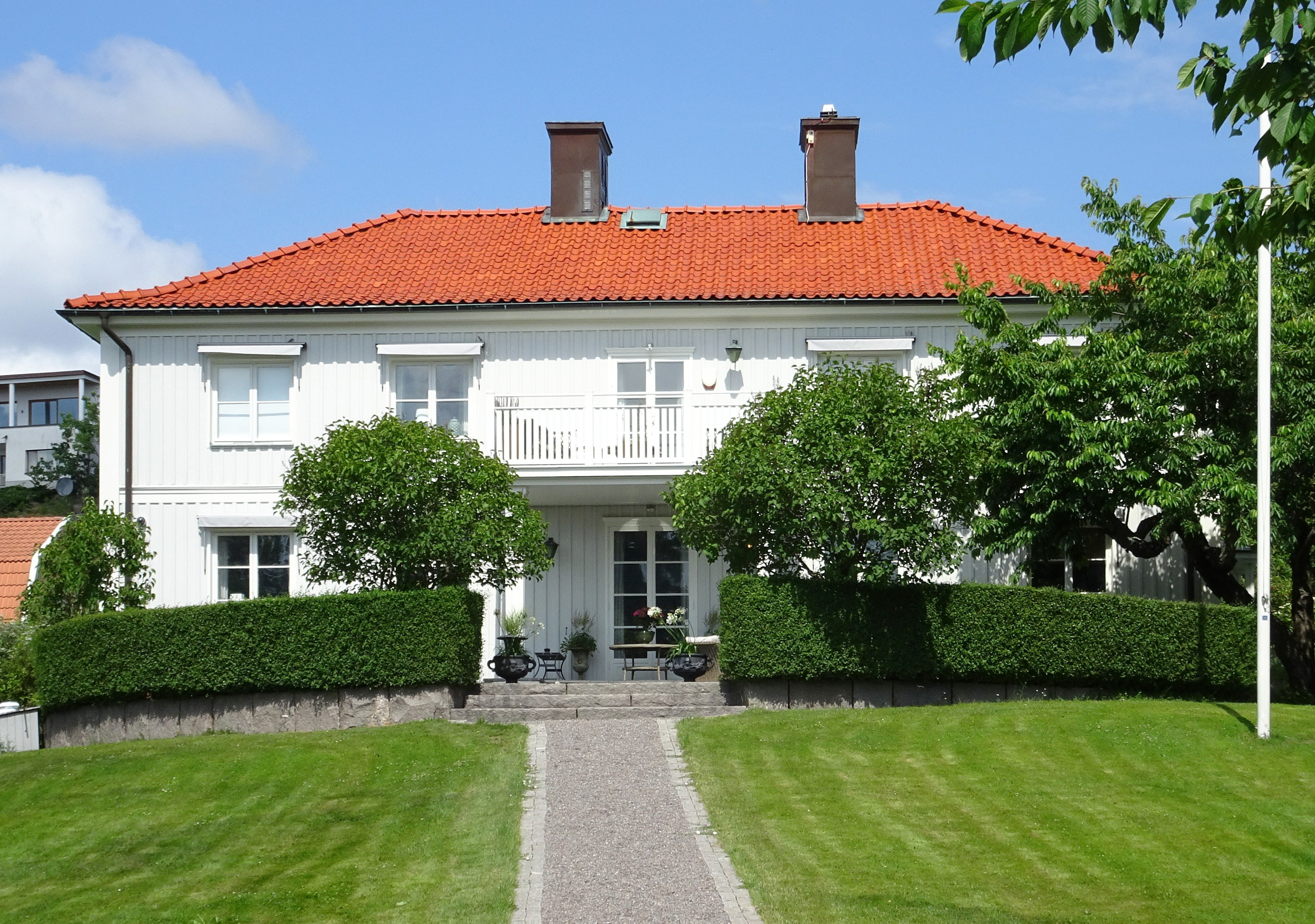
Före detta Skärsätra gård.
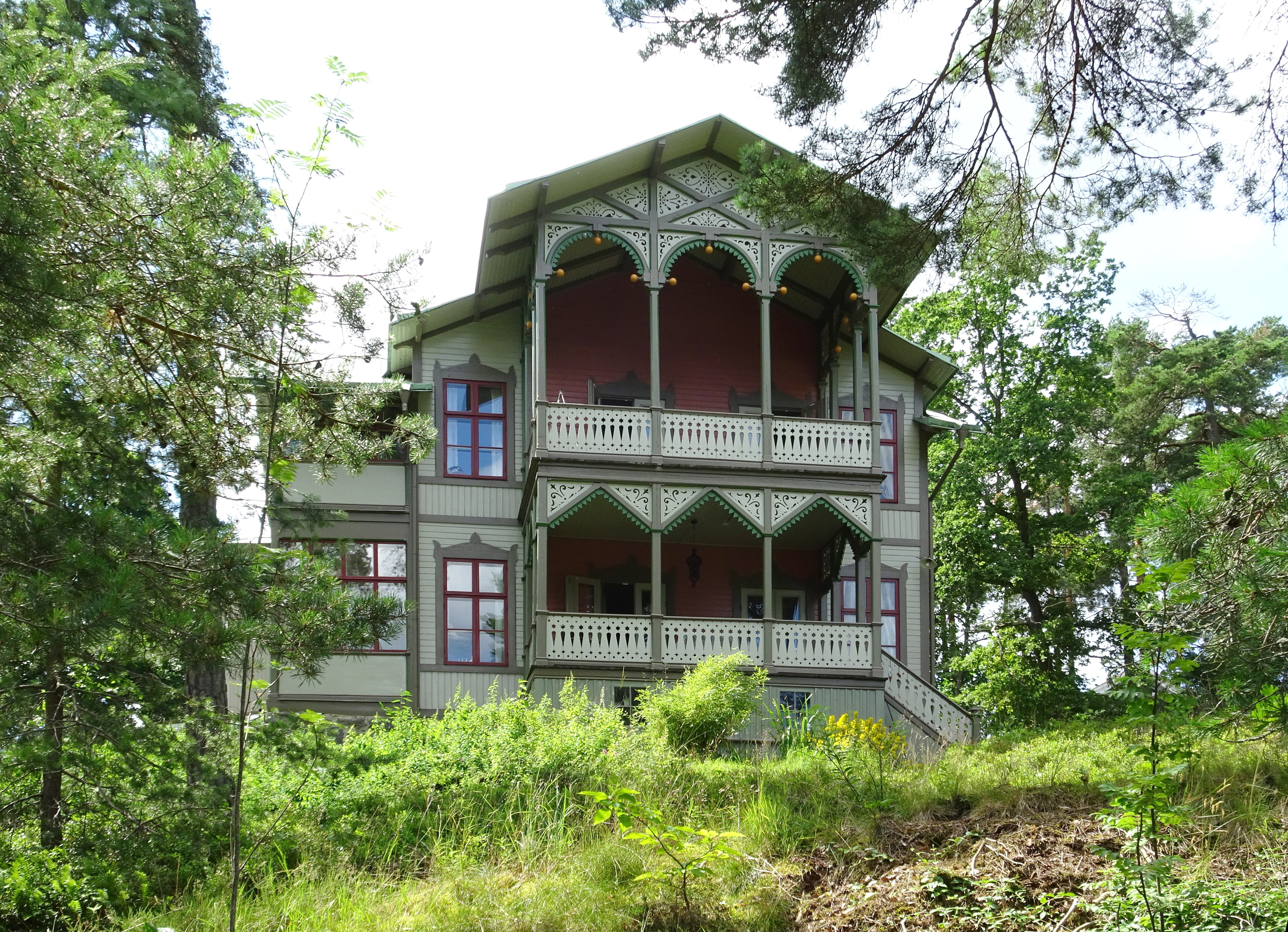
Apelsinvillan.
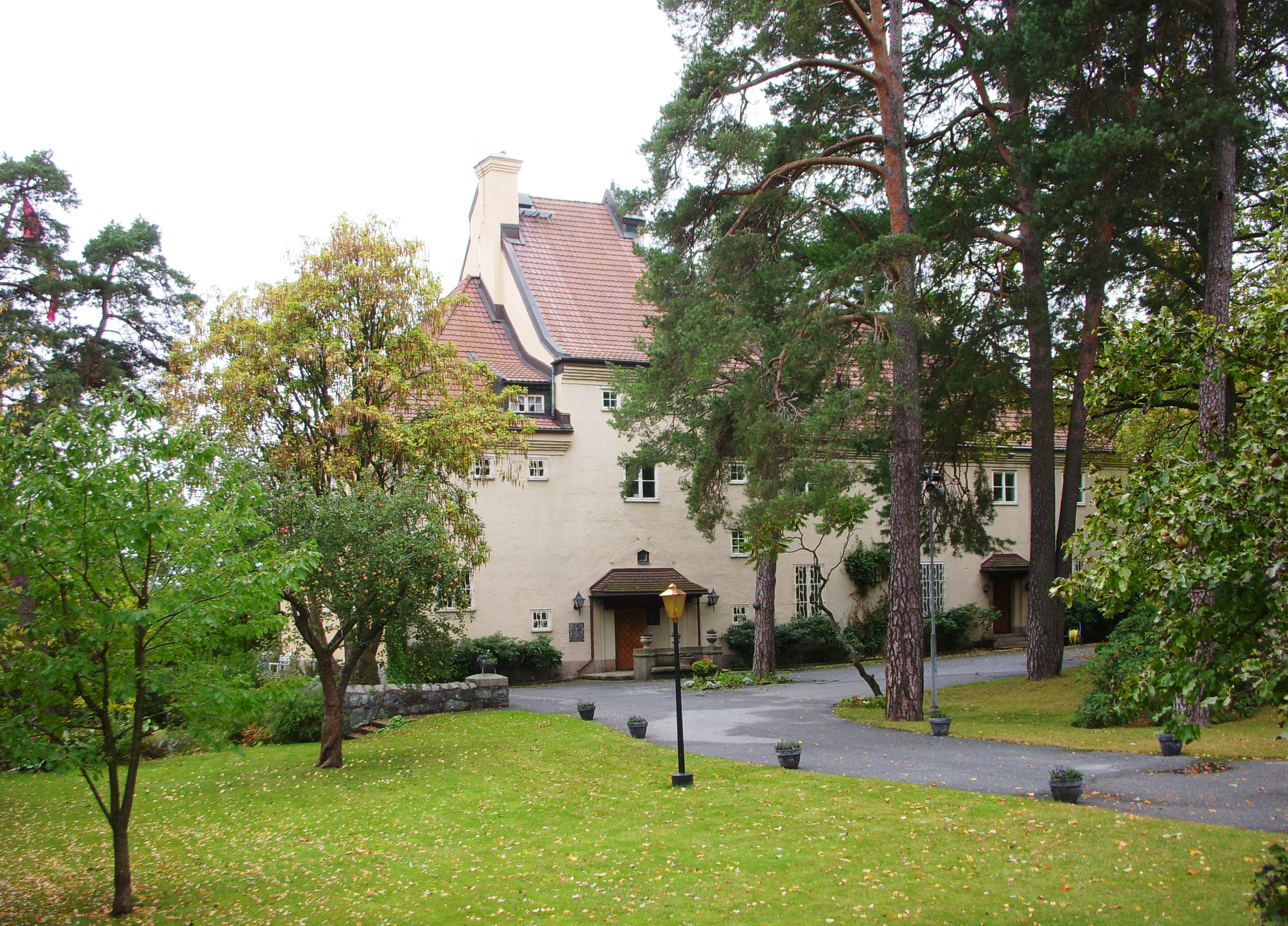
Villa Ekbacken.
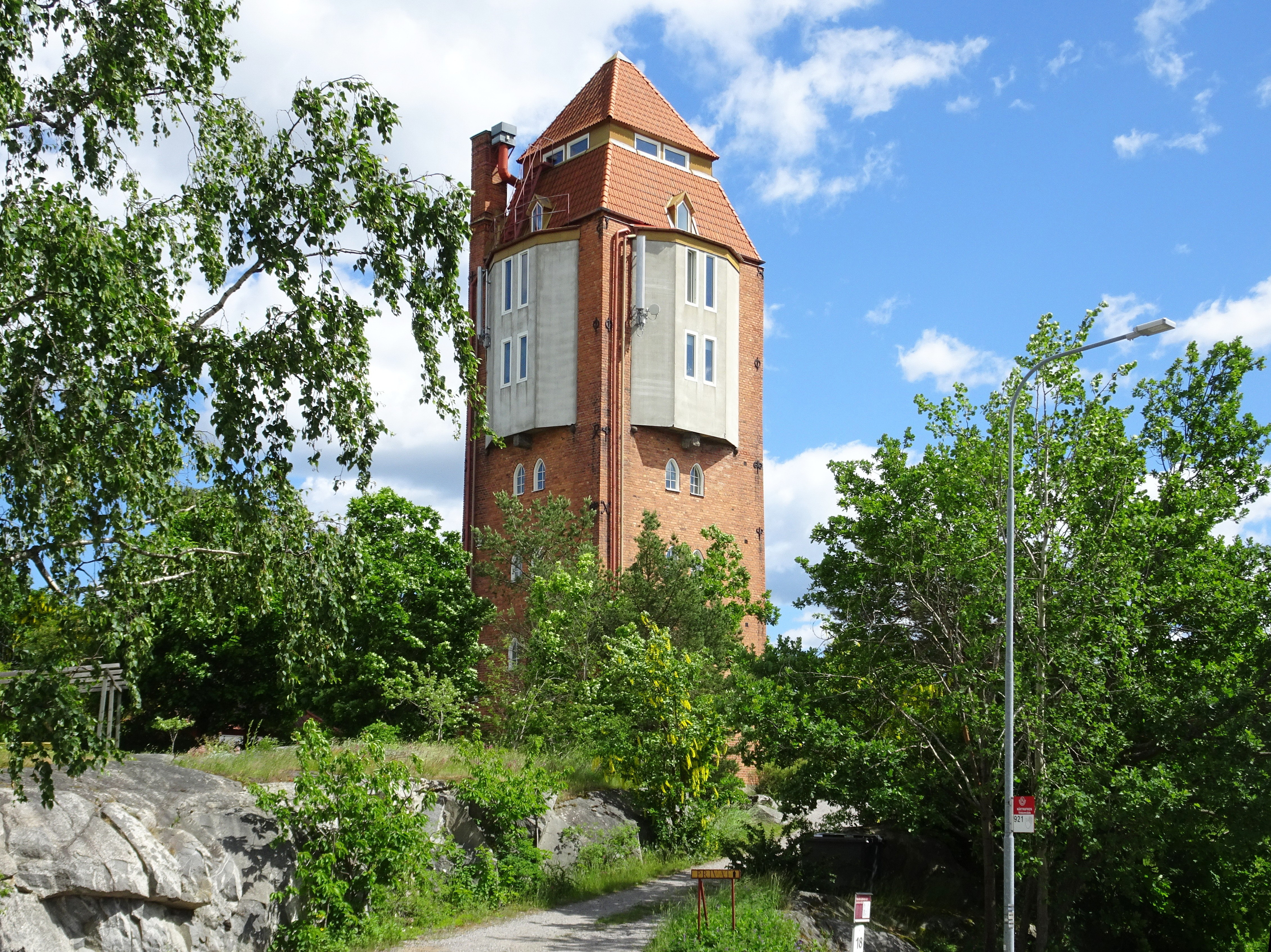
Skärsätra vattentorn.

Pyrolaområdet
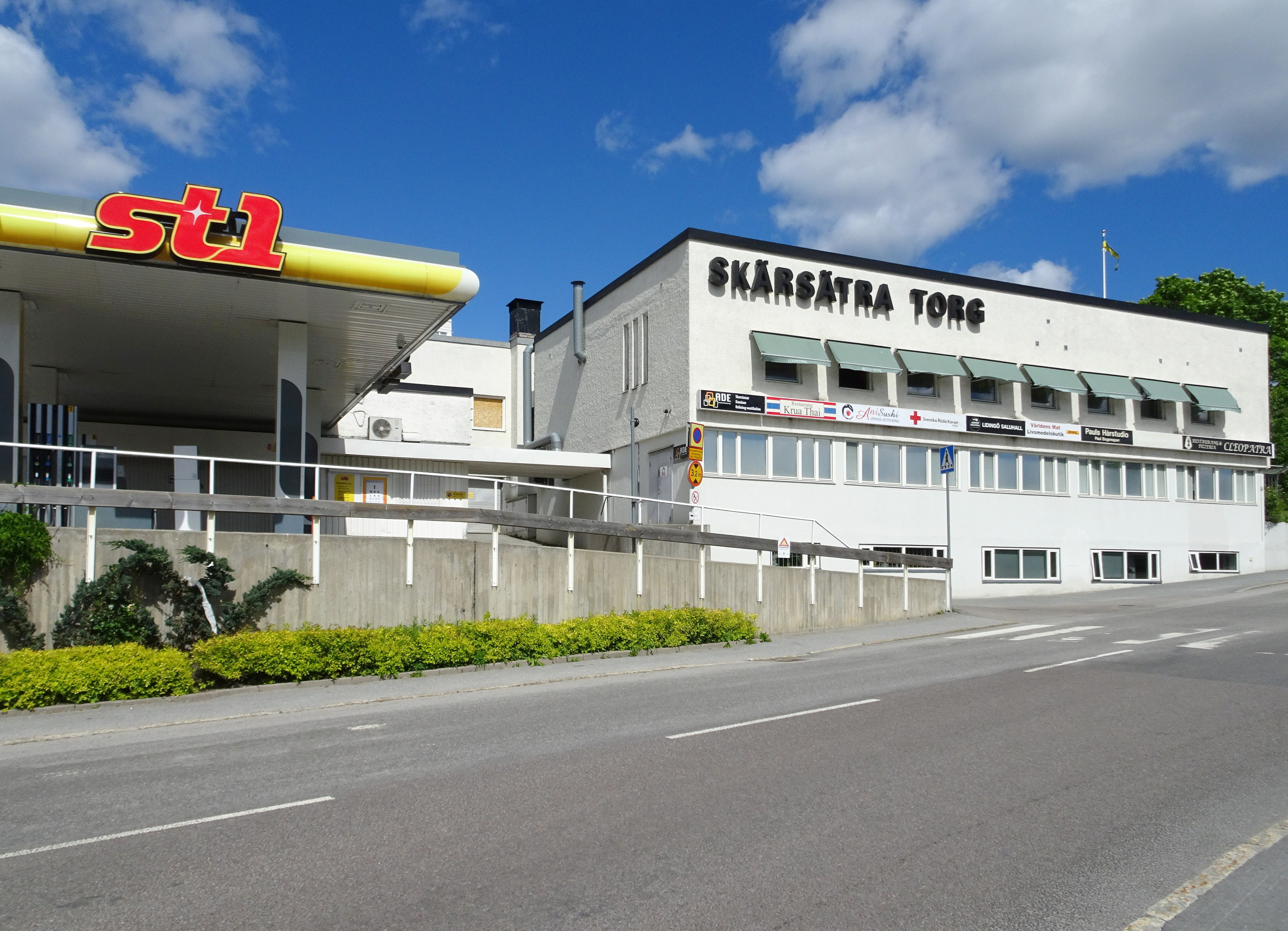
Skärsätra Torg.
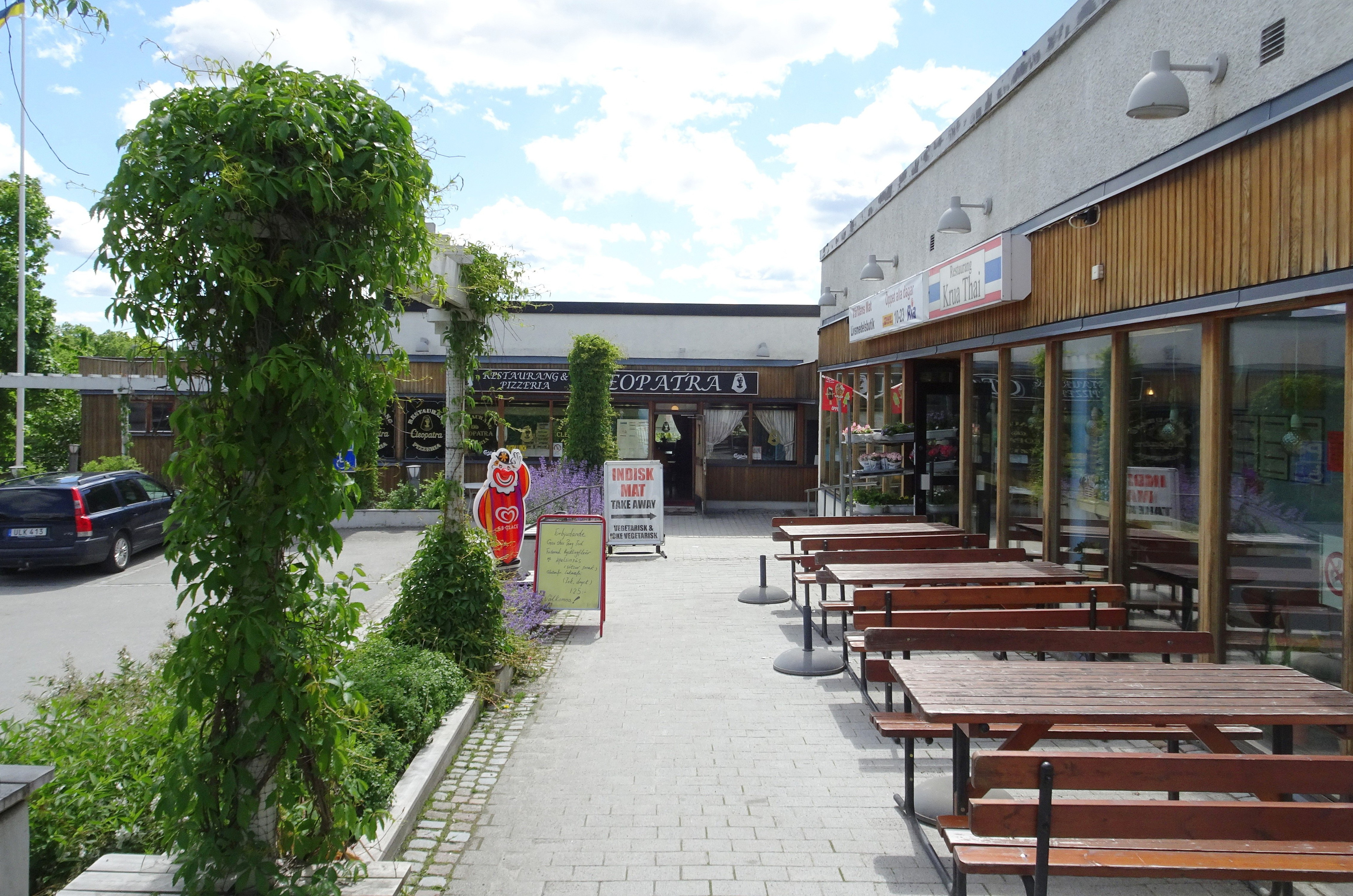
Skärsätra Torg.
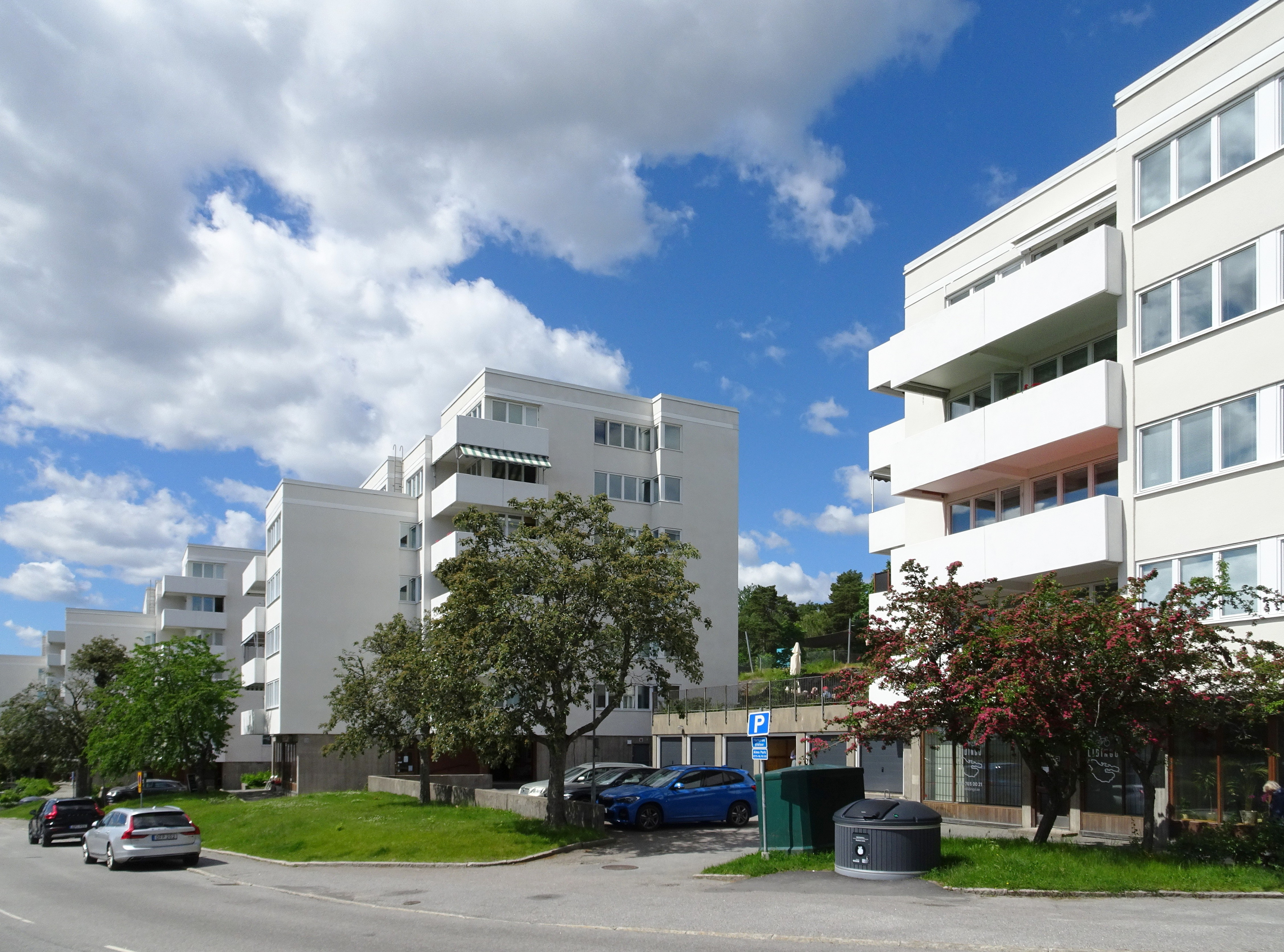
Skärsätras punkthus.
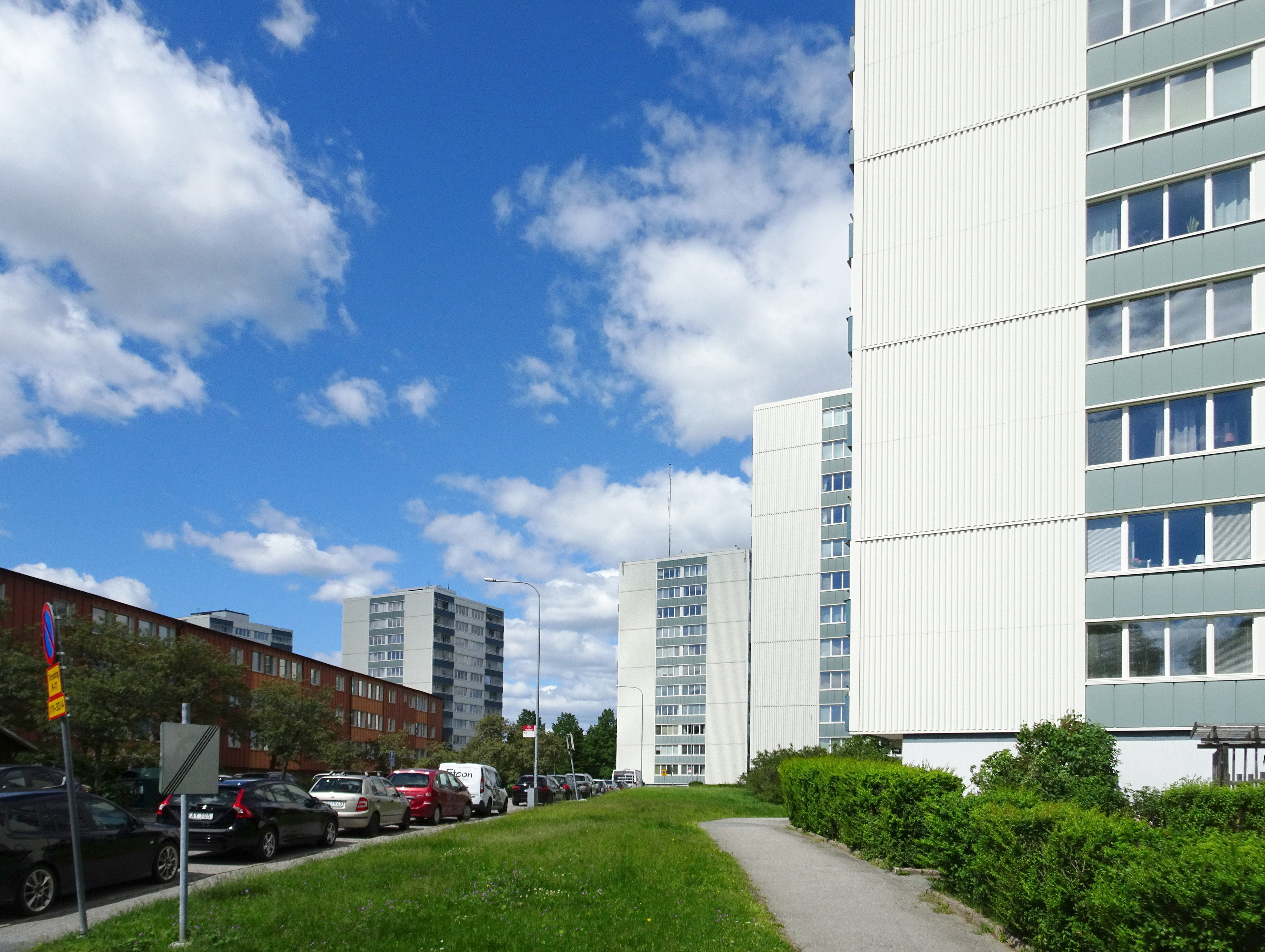
Skärsätras hög- och låghus.

## Kommunikationer

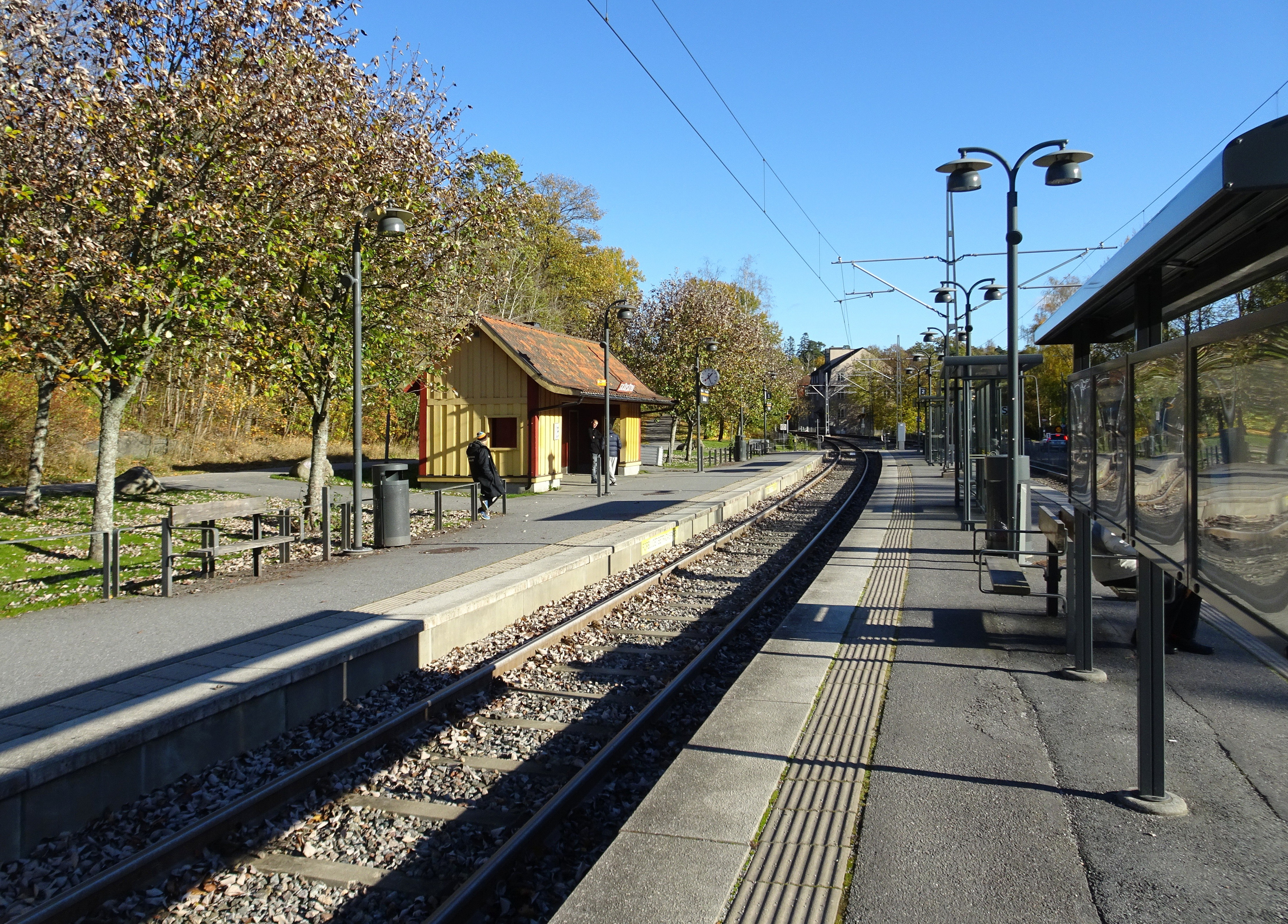
Skärsätra hållplats 2021.

Inom Skärsätra finns tre av Lidingöbanans hållplatser, AGA, Skärsätra och Kottla. Dessutom finns vagnhallen Lidingödepån inom stadsdelen. Hållplatsen med namnet Skärsätra ersatte år 2002 två tidigare, Centralvägen och Parkvägen.

## Skolor
Skärsätra skola hade år 2007 knappt 300 elever, fördelade på 12 åldershomogena klasser upp till årskurs fem. Den gamla skolbyggnaden är uppförd under 1920-talet medan övriga byggnader är tillkomna under 1970-talet.

## Panorama

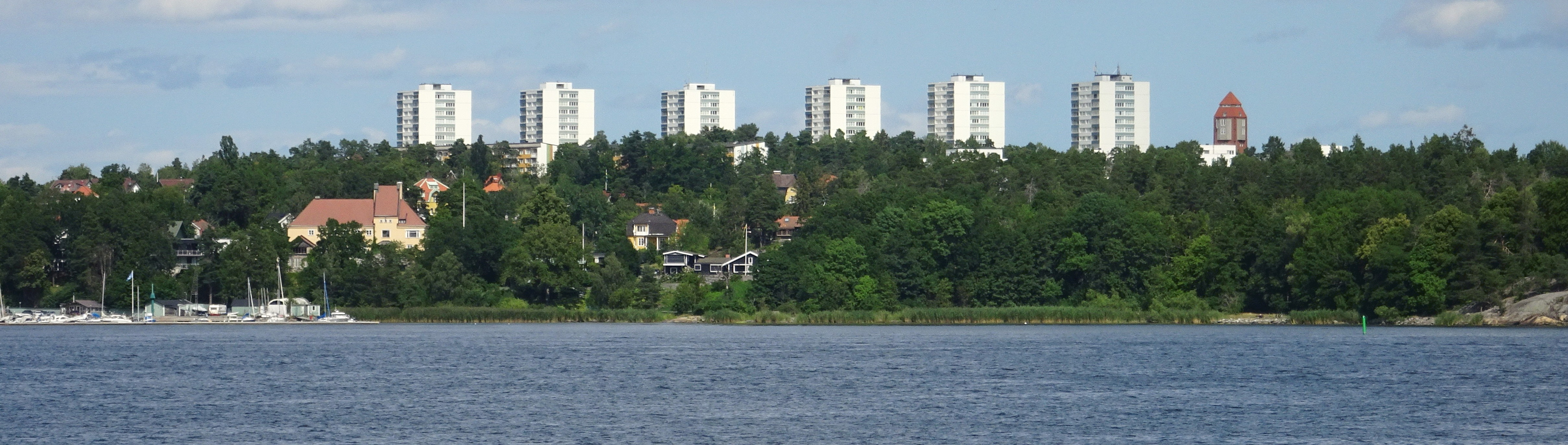
Skärsätra från Hundudden, Djurgården. I mitten syns Skärsätras höghus, till vänster Villa Ekbacken och längst till höger Skärsätra vattentorn. Grönområdet i mitten är Kappsta naturreservat, juli 2021.